# Панде Манойлов
Панде Манойлов (на македонска литературна норма: Панде Манојлов) е северномакедонски писател, поет, разказвач и новинар.

## Биография
Роден е през 1948 година в битолското село Породин, тогава в Югославия, днес в Северна Македония. Завършва Юридическия факултет на Скопския университет. Работи в редакцията на „Битолски вестник“. Член е на Дружеството на писателите на Македония от 1989 година. Става общински съветник на град Битоля от листата на ВМРО-ДПМНЕ. Манойлов вдига обществен скандал, тъй като в каталога на културното наследство в Битоля Иван Владислав е представен като български цар. Починал на 7 ноември 2020 в Битоля.